# Сайто, Хидэо
Хидэо Сайто (яп. 齋藤秀雄; 23 мая 1902, Тюо, Токио, Япония — 18 сентября 1974, там же) — японский композитор, виолончелист, дирижёр и педагог.

## Биография
Первоначальное музыкальное образование получил в Японии у Хидэмаро Коноэ. Обучался в Берлинской высшей школе музыки у Эмануэля Фойермана (виолончель), в Лейпцигской консерватории у Юлиуса Кленгеля (виолончель) и в Японии у Йозефа Розенштока (дирижирование). Работал в различных симфонических оркестрах Японии, в частности, в Симфоническом оркестре NHK. Один из основателей Высшей музыкальной школы Тохо Гакуэн в Токио. Среди учеников — дирижёры Сэйдзи Одзава, Эйдзи Оуэ и другие.